# 相對論質心
物理上的相對論質心（英文：relativistic center of mass）是指相對論力學及相對論量子力學定義粒子組成系統的質心的數學及物理概念。

## 導論
非相對論力學具獨特及明確的質心向量概念，以伽利略時空的三維空間慣性參照系內的三維向量指明一孤立、由具質量粒子組成的系統。然而，在狹義相對論中閔可夫斯基時空的三維空間則沒有如此概念。
在任何剛性旋轉參照系（包括伽利略慣性參照系的特例），座標為{\displaystyle (t,x)}，由N個質量{\displaystyle m_{i}}粒子處{\displaystyle {\vec {x}}_{i}(t)}組成的系統有牛頓質心的三維向量
{\displaystyle {\vec {x}}_{(nr)}(t)={\frac {\sum _{i=1}^{N}\,m_{i}\,{\vec {x}}_{i}(t)}{\sum _{i=1}^{N}\,m_{i}}}}
這公式適用於自由或有相互作用的粒子。
在閔可夫斯基時空中的狹義相對論慣性參照系，有四維向量座標{\displaystyle x^{\mu }=(x^{0},x)}。具牛頓質心全部性質的變量並不存在。非相對論質心有以下主要性質：
i) 與總動量成正則對易關係，
ii) 在旋轉中以三維向量變換，及
iii) 其位置有關系統粒子在空間中質量的分佈。
有趣的是在上世紀提出有關相對論質心的三個提案通常分別具以下三個性質：
1. Newton–Wigner–Pryce自旋中心或正則質心（Newton–Wigner量子位置算符的古典對應）。[2][3]這是個三維向量{\displaystyle {\vec {\tilde {x}}}}，符合有關牛頓質心的同樣正則條件，即相空間中的帕松括號{\displaystyle \{{\tilde {x}}^{i},{\tilde {x}}^{j}\}=0}。然而，沒有四維向量{\displaystyle {\tilde {x}}^{\mu }=({\tilde {x}}^{o},{\vec {\tilde {x}}})}能包括該三維向量作為空間部份，因此它並不確定定義世界線，只有依賴慣性參照系的偽世界線。
2. Fokker–Pryce慣性中心{\displaystyle {\vec {Y}}}。[4]這是四維向量{\displaystyle Y^{\mu }=(Y^{0},{\vec {Y}})}的空間部份，因此能定義世界線，但非正則，即{\displaystyle \{Y^{i},Y^{j}\}\not =0}。
3. Møller能量中心{\displaystyle {\vec {R}}}。[5]定義是將牛頓質心中的靜止質量{\displaystyle m_{i}}改為它們的相對論能量。這亦非正則，即{\displaystyle \{R^{i},R^{j}\}\not =0}，又不是四維向量的空間部份，即只能定義依賴參照系的偽世界線。

以上三個變量具同樣的不變三維速度，亦會在非相對論極限中崩塌成牛頓質心。這個問題在1970年代存在不少爭論，但未有結論。

## 延伸閱讀
| - 重心坐標 - 动量中心系 - 相對論角動量 - 洛侖茲群表示論 - 龐加萊群表示論 |